# Општина Одобешти (Дамбовица)
Одобешти (рум. Odobeşti) општина је у Румунији у округу Дамбовица.
Oпштина се налази на надморској висини од 144 m.